# A kassai Mária halála oltár I. mestere
A kassai Mária halála oltár I. mestere 1470–80 között működött magyarországi festő. Neve nem ismert. A kassai dóm Mária halála oltárának a belső képeit festette. Sok rokon vonás fűzi a dóm főoltárának mesteréhez. A főoltár műhelyéhez kötik a szamárhátíves fatáblák, a részletező előadásmód, alakjainak arctípusai, líraisága.